# Juan Altamirano Quispe
Juan Rodo Altamirano Quispe es un ingeniero agrónomo peruano. Fue el último ministro de Desarrollo Agrario y Riego del Perú durante el gobierno de Pedro Castillo, desde noviembre hasta la caída de Castillo durante su intento de golpe de Estado, en diciembre de 2022.

## Biografía

### Trayectoria
Fue director regional de Agricultura de Cajamarca. También ejerció el cargo de director de la Agencia Agraria de Celendín.
Ejerció como director de Recursos Forestales y de Fauna Silvestre e ingeniero en Recursos Hídricos de la Autoridad Nacional del Agua (ANA). También, se desempeñó como director regional de Agricultura del Gobierno Regional de Cajamarca.
En agosto de 2021, fue nombrado Viceministro de Políticas y Supervisión del Desarrollo Agrario del Ministerio de Desarrollo Agrario y Riego del Perú. Mantuvo este cargo hasta octubre de 2022.
En febrero de 2022, fue designado Viceministro de Desarrollo de Agricultura Familiar e Infraestructura Agraria y Riego del Ministerio de Desarrollo Agrario y Riego del Perú, en calidad de encargado. Mantuvo este cargo hasta marzo siguiente. En septiembre del mismo año, nuevamente fu nombrado en tal cargo, en calidad de encargado. Mantuvo este cargo hasta octubre siguiente.

### Ministro de Estado
El 25 de noviembre de 2022, fue nombrado y posesionado por el presidente Pedro Castillo, como ministro de Desarrollo Agrario y Riego del Perú. El 7 de diciembre del mismo año, tras el intento autogolpe de Estado de Pedro Castillo, presentó su renuncia al cargo, aunque en principios de la tarde no se sabía si apoyaba al presidente Castillo o decidió guardar silencio.